# Rafał Brzozowski
Rafał Brzozowski (Varsavia, 8 giugno 1981) è un cantante polacco.
Ha rappresentato la Polonia all'Eurovision Song Contest 2021 con il brano The Ride.

## Biografia
Rafał Brzozowski è salito alla ribalta nel 2002 con la sua partecipazione al talent show Szansa na sukces. Negli anni successivi è entrato a far parte delle nuove formazioni dei gruppi Emigranci e De Mono.
Nel 2011 ha preso parte all'edizione inaugurale del programma The Voice of Poland, entrando a far parte del team di Andrzej Piaseczny e venendo eliminato poco prima della finale. Conclusa l'esperienza a The Voice, il cantante ha firmato un contratto discografico con la Universal Music Polska, su cui nel 2012 ha pubblicato il suo singolo di debutto Tak blisko, che ha vinto il premio per la canzone dell'estate agli Eska Music Awards. Il suo omonimo album di debutto ha raggiunto la 12ª posizione della classifica polacca ed è stato certificato disco di platino dalla Związek Producentów Audio-Video con oltre 30 000 copie vendute a livello nazionale.
Nel 2014 è uscito il suo secondo album, Mój czas, che ha conquistato il 30º posto nella classifica OLiS e un disco d'oro con 15 000 copie vendute in Polonia, seguito più tardi nello stesso anno dal disco natalizio Na święta. Nel 2016 ha realizzato l'album Borysewicz & Brzozowski insieme al cantante e polistrumentista Jan Borysewicz.
Rafał Brzozowski ha preso parte a Krajowe Eliminacje 2017, il programma di selezione del rappresentante polacco per l'Eurovision Song Contest, classificandosi al 2º posto con il suo inedito Sky Over Europe. Nello stesso anno il suo quinto album Moje serce to jest muzyk, czyli polskie standardy ha raggiunto il 36º posto nella classifica polacca.
Nel 2020 ha presentato il Junior Eurovision Song Contest 2020. A marzo 2021 l'emittente televisiva polacca TVP ha confermato di averlo selezionato internamente come rappresentante nazionale all'Eurovision Song Contest 2021 con il brano The Ride. Nel maggio successivo, Rafał si è esibito nella seconda semifinale eurovisiva, piazzandosi al 14º posto su 17 partecipanti con 35 punti totalizzati e non qualificandosi per la finale.

## Discografia

### Album in studio
- 2012 – Tak blisko
- 2014 – Mój czas
- 2014 – Na święta
- 2015 – Borysewicz & Brzozowski (con Jan Borysewicz)
- 2016 – Moje serce to jest muzyk, czyli polskie standardy
- 2022 – Zielone I Love You

### Singoli
- 2012 – Tak blisko
- 2012 – Katrina (feat. Liber)
- 2012 – Gdy śliczna Panna
- 2013 – Za mały świat
- 2013 – Nie mam nic
- 2013 – Za chwilę przyjdą święta
- 2014 – Magiczne słowa
- 2014 – Świat jest nasz
- 2014 – Linia czasu
- 2015 – Kto
- 2015 – Jeden tydzień
- 2015 – Słowa na otarcie łez (con Jan Borysewicz)
- 2016 – Zaczekaj - tyle kłamstw co prawd
- 2017 – Sky Over Europe
- 2017 – Już wiem
- 2020 – Gentleman
- 2021 – The Ride
- 2021 – Głośniej
- 2022 – W kinie
- 2022 – W zimnych dłoniach chęć